# Agócs Zoltán
Agócs Zoltán (Fülek, 1938. április 24. – Szenc, 2018. február 14.) szlovákiai magyar építészmérnök, egyetemi tanár.

## Életpályája
A losonci Építőipari Középiskolában érettségizett 1957-ben, a pozsonyi Szlovák Műszaki Egyetem Építészmérnöki Karán  szerzett építészmérnöki oklevelet 1962-ben. Az egyetem elvégzése után egyetemi oktató lett (1982: docens, 1990: egyetemi tanár). Volt tanszékvezető, 1994 és 2000 között pedig az Építészmérnöki Kar dékánhelyettese. Több tankönyv és monográfia szerzője, a Magyar Televízió Mindentudás Egyeteme című sorozatának első szlovákiai magyar előadója volt (2005). Több szakmai és tudományos társaság tagja, 1998-tól a temesvári Műszaki Egyetem tiszteletbeli professzora.

## Munkássága
Kutatóként a kötélszerkezetek elméleti és szerkezeti kérdéseivel, valamint az acélszerkezetek építészeti alkalmazásaival foglalkozott. Részt vett számos csehszlovákiai és más országbeli híd és acélszerkezet tervezésében. Egyik kezdeményezője volt a Párkányt Esztergommal összekötő Mária Valéria híd újjáépítésének.
Legnagyobb szakmai elismerését, mérnöktársaival közösen, a pozsonyi Apolló híd szerkezetének megtervezéséért kapta.

### Főbb könyvei
- Torsion of Steel Beams (társszerző: Iványi M., Balázs I., 1990)
- Diagnostikovanie a rekonštrukcia oceľových konštrukcií (társszerzők: J. Brodniansky, J. Vielan, 2004)

## Kitüntetései
- Jedlik Ányos-díj (2000)
- Ľudovít Štúr-díj III. fokozat (2000)
- Magyar Művészetért díj (2002)
- Szent Gorazd Nagy Emlékplakett (2003)